# NVIS
NVIS - Near-Vertical-Incidence-Skywave - Függőlegeshez közeli behatolású térhullám. Rövidhullámú hullámterjedési  mód, amelynek segítségével holtzóna nélküli rövidhullámú átvitel valósítható meg az adótól számítva legfeljebb 650 km-es távolságig.
Az NVIS a térhullámú terjedés egyik speciális esete.

### Az NVIS alapja
NVIS-re akkor van lehetőség, amikor az ionoszféra ionkoncentrációja olyan mértékű, hogy az képes visszaverni az ionoszféra síkjára merőleges rádióhullámokat. Meghatározott időszakokban jön létre az ionoszférában ez az állapot, és meghatározott frekvenciatartományban használható. Napszakonként és évszakonként változó, de pontosan előrejelezhető, gyakori, időben periodikusan bekövetkező jelenség.

### Használható frekvenciatartomány
Nappal: 5-10MHz
Éjjel: 1.8-5 MHz
A nappali felső határ napfoltos időszakokban kitolódhat akár 15MHz-ig is.

### NVIS-re használható antennák
Olyan antennák jöhetnek szóba, amelyek felfelé sugároznak. Az antenna irányítottságának hatása:
- Ha az antenna nyeresége nagy, akkor élesebb lesz a felfelé sugárzás, így kisebb területre verődik vissza a jel.
- Ha az antenna nyeresége kicsi, így nagyobb területre verődik vissza a jel, viszont kisebb térerősséggel.

NVIS-re alacsonyan telepített elemi sugárzók a legalkalmasabbak, h<0.1λ. Az NVIS antennák kihasználjak, hogy a talaj parazita sugárzóként, reflektorként működik. A következő tipusok a legelterjedtebbek:
- félhullámú dipól
- egészhullámú hurokantenna